# FA Premier League 2008-09
La temporada 2008-09 de la Premier League va ser la dissetena des de la seva creació. El torneig va començar a l'agost del 2008 i acabà al maig de 2009. 20 equips hi van participar, 17 dels quals ja hi eren a la temporada 2007-08, i 3 dels quals van pujar de la Football League Championship (segona divisió anglesa). A partir d'aquesta temporada, els clubs poden comptar amb set substituts en el banc en lloc de cinc.

## Promoció i descens
- Equips ascendits: Wolverhampton Wanderers FC, Birmingham City i Burnley FC.
- Equips descendits: Newcastle United, Middlesbrough FC i West Bromwich Albion

## Classificació
Classificació final de la Premier League:
|    | Equip                | Partits | G  | E  | P  | GF | GC | Dif. | Punts | Notes                                    |
| -- | -------------------- | ------- | -- | -- | -- | -- | -- | ---- | ----- | ---------------------------------------- |
| 1  | Manchester United    | 38      | 28 | 6  | 4  | 68 | 24 | +44  | 90    | Lliga de Campions Fase de Grups          |
| 2  | Liverpool FC         | 38      | 25 | 11 | 2  | 77 | 27 | +50  | 86    | Lliga de Campions Fase de Grups          |
| 3  | Chelsea FC           | 38      | 25 | 8  | 5  | 68 | 24 | +44  | 83    | Lliga de Campions Fase de Grups          |
| 4  | Arsenal FC           | 38      | 20 | 12 | 6  | 68 | 37 | +31  | 72    | 3a ronda prèvia de la Lliga de Campions  |
| 5  | Everton FC           | 38      | 17 | 12 | 9  | 55 | 37 | +18  | 63    | Copa de la UEFA                          |
| 6  | Aston Villa          | 38      | 17 | 11 | 10 | 54 | 48 | +6   | 62    | Copa de la UEFA                          |
| 7  | Fulham FC            | 38      | 14 | 11 | 13 | 39 | 34 | +5   | 53    |                                          |
| 8  | Tottenham Hotspur FC | 38      | 14 | 9  | 15 | 45 | 45 | 0    | 51    |                                          |
| 9  | West Ham United FC   | 38      | 14 | 9  | 15 | 42 | 45 | -3   | 51    |                                          |
| 10 | Manchester City FC   | 38      | 15 | 5  | 18 | 58 | 50 | +8   | 50    |                                          |
| 11 | Wigan Athletic       | 38      | 12 | 9  | 17 | 34 | 45 | -11  | 45    |                                          |
| 12 | Stoke City           | 38      | 12 | 9  | 17 | 38 | 55 | -17  | 45    |                                          |
| 13 | Bolton Wanderers     | 38      | 11 | 8  | 19 | 41 | 53 | -12  | 41    |                                          |
| 14 | Portsmouth FC        | 38      | 10 | 11 | 17 | 38 | 57 | -19  | 41    |                                          |
| 15 | Blackburn Rovers     | 38      | 10 | 11 | 17 | 40 | 60 | -20  | 41    |                                          |
| 16 | Sunderland AFC       | 38      | 9  | 9  | 20 | 34 | 54 | -20  | 36    |                                          |
| 17 | Hull City            | 38      | 8  | 11 | 19 | 39 | 64 | -25  | 35    |                                          |
| 18 | Newcastle United     | 38      | 7  | 13 | 18 | 40 | 59 | -19  | 34    | Baixen a la Football League Championship |
| 19 | Middlesbrough FC     | 38      | 7  | 11 | 20 | 28 | 57 | -29  | 32    | Baixen a la Football League Championship |
| 20 | West Bromwich Albion | 38      | 8  | 8  | 22 | 36 | 67 | -31  | 32    | Baixen a la Football League Championship |